# أنطوان سومداه
أنطوان سومداه (12 يونيو 1962) (بالإنجليزية: Antoine Somdah)‏ هو سياسي ودبلوماسي بوركيني، يشغل منصب سفير بوركينا فاسو لدى روسيا منذ عام 2014.

## مسيرته
ولد أنطوان سومده في 12 يونيو 1962. في عام 1988 تخرج من كلية الحقوق في جامعة واغادوغو، وواصل دراسته في الاتحاد السوفياتي. وفي عام 1993 تخرج من الجامعة الروسية لصداقة الشعوب، وفي عام 1995 حصل على درجة الماجستير في القانون العام الدولي. في أوائل التسعينات، أكمل تدريبا في مجلس مدينة موسكو ومكتب المدعي العام في موسكو.
وفي عام 1996، بدأ حياته المهنية في وزارة خارجية بوركينا فاسو. وفي الفترة من 2007 إلى 2012، كان المستشار الأول في البعثة الدائمة لبوركينا فاسو لدى الأمم المتحدة في نيويورك وشارك في الدورات 63 و 64 و 65 و 66 و 67 للجمعية العامة للأمم المتحدة. ومن 2008 إلى 2009، كان عضوا في مجلس الأمن الدولي.
وفي الفترة من 2012 إلى 2014، شغل منصب الأمين العام لمعهد الدراسات الدولية العليا في بوركينا فاسو. وهو خبير في المسائل القانونية في مجال الطاقة النووية، وشارك في العديد من الدورات للمؤتمر العام للوكالة الدولية للطاقة الذرية.
في 8 يناير 2014 عين سفيرا فوق العادة ومفوضا لبوركينا فاسو لدى روسيا. وفي 7 مارس قدّم أوراق اعتماده إلى نائب وزير خارجية الاتحاد الروسي ميخائيل بوغدانوف، وفي 27 يونيو قدم إلى الرئيس فلاديمير بوتين، الذي ناقش معه الأزمات في سوريا وأفغانستان، والعراق، والقضية النووية الإيرانية والأزمة الأوكرانية، كما أعرب عن استعداد حكومة بوركينا فاسو لتكثيف التعاون العلمي والتقني والتجاري مع روسيا. في الوقت الحالي، السفارة التي يرأسها أنطوان سومده هي البعثة الدبلوماسية الوحيدة لبوركينا فاسو في روسيا، في حين أن روسيا ليس لديها أي بعثات دبلوماسية أو قنصلية في بوركينا فاسو.